# Polska Liga Koszykówki (2015/2016)
Polska Liga Koszykówki 2015/2016 lub Tauron Basket Liga 2015/2016 – 82. edycja najwyższej klasy rozgrywkowej w męskiej koszykówce w Polsce.
Tytuł mistrza Polski obronił Stelmet BC Zielona Góra, który zwyciężył w finale play-off z Rosą Radom 4:0, a w rozgrywkach uczestniczyło w sumie 17 zespołów.

## Zespoły

### Prawo gry
Spośród zespołów występujących w Polskiej Lidze Koszykówki w sezonie 2014/2015 zgodnie z regulaminem rozgrywek żadna drużyna nie utraciła prawa do gry.
Zespoły, jakie występowały w Polskiej Lidze Koszykówki w sezonie 2014/2015 i zachowały prawo do gry w tych rozgrywkach w sezonie 2015/2016 to:
- Anwil Włocławek,
- Asseco Gdynia,
- AZS Koszalin,
- Energa Czarni Słupsk,
- King Wilki Morskie Szczecin
- MKS Dąbrowa Górnicza
- PGE Turów Zgorzelec,
- Polfarmex Kutno,
- Polpharma Starogard Gdański,
- Polski Cukier Toruń
- Rosa Radom,
- Siarka Tarnobrzeg,
- Start Lublin,
- Stelmet BC Zielona Góra,
- Trefl Sopot,
- WKS Śląsk Wrocław[2].

Ponadto prawo gry w Polskiej Lidze Koszykówki w sezonie 2015/2016 uzyskał zwycięzca rozgrywek I ligi w sezonie 2014/2015:
- BM SLAM Stal Ostrów Wielkopolski[3].

### Proces licencyjny
Kluby zainteresowane grą w Polskiej Lidze Koszykówki miały czas na zgłoszenie wniosku o grę w tych rozgrywkach do 15 lipca 2015 roku. Do procedury tej przystąpiło 17 drużyn: 16 występujących w Polskiej Lidze Koszykówki w sezonie 2014/2015 (Anwil, Asseco, AZS, Czarni, Jezioro, MKS, Polfarmex, Polpharma, Polski Cukier, Rosa, Start, Stelmet, Ślask, Trefl, Turów, Wilki) oraz mistrz I ligi w sezonie 2014/2015 (Stal).
29 lipca PLK ogłosiła, iż licencje na grę w tych rozgrywkach w sezonie 2015/2016 otrzymało 15 klubów: Anwil Włocławek, Asseco Gdynia, AZS Koszalin, Energa Czarni Słupsk, King Wilki Morskie Szczecin, MKS Dąbrowa Górnicza, Polfarmex Kutno, Polpharma Starogard Gdański, Polski Cukier Toruń, Rosa Radom, Siarka Tarnobrzeg, Start Lublin, Stelmet BC Zielona Góra, Trefl Sopot oraz WKS Śląsk Wrocław. Pozostałe 2 zespoły: BM SLAM Stal Ostrów Wielkopolski, PGE Turów Zgorzelec nie otrzymały licencji w pierwszym terminie, zachowały jednak prawo odwołania od decyzji Zarządu PLK do Komisji Odwoławczej Polskiego Związku Koszykówki w ciągu 7 dni od ogłoszenia pierwotnej decyzji. Po odwołaniu wszystkie te kluby uzyskały licencje na grę w Polskiej Lidze Koszykówki w sezonie 2015/2016 – Turów otrzymał ją 6 sierpnia, a Stal 12 sierpnia.

## System rozgrywek
Sezon 2015/2016 w polskiej lidze koszykówki zainaugurowano meczem o Superpuchar Polski, który został rozegrany 7 października 2015 roku. Rozgrywki Polskiej Ligi Koszykówki rozpoczęły się 8 października, kiedy to rozegrano pierwszy mecz pierwszej kolejki.
Sezon 2015/2016 tak jak poprzednia edycja składała się z dwóch faz: sezonu zasadniczego oraz fazy play-off.
W sezonie zasadniczym wszystkie zespoły rywalizowały ze sobą w systemie „każdy z każdym”, w którym każdy z klubów rozgrywał z każdym z pozostałych po 2 mecze ligowe. Po zakończeniu tej części rozgrywek 8 najwyżej sklasyfikowanych klubów przystąpiło do fazy play-off. W ćwierćfinałach zmierzyły się ze sobą drużyny, które w sezonie zasadniczym zajęły miejsca 1. i 8. (1. para), 2. i 7. (2. para), 3. i 6. (3. para) oraz 4. i 5. (4. para). Awans do półfinałów wywalczył w każdej z par zwycięzca 3 meczów, z kolei przegrani odpadli z dalszej rywalizacji i zostali sklasyfikowani na miejscach 5–8 na podstawie miejsca zajętego w sezonie zasadniczym. W półfinałach rywalizowali ze sobą zwycięzcy 1. i 4. pary ćwierćfinałowej oraz pary 2. i 3. Podobnie jak w ćwierćfinałach, również w półfinałach zwyciężył klub, który wygrał 3 spotkania. Drużyny, które tego dokonały zmierzyły się ze sobą w finale, który toczył się będzie do wygrania przez któregoś z jego uczestników 4 meczów, a przegrani par półfinałowych zagrali ze sobą w meczu o trzecie miejsce, który rozegrano do 2 zwycięstw.

## Rozgrywki

### Runda zasadnicza

#### Tabela
awans do play-off
| Lp. | Drużyna                          | M  | Mecze | Mecze | Punkty | Punkty | Punkty | Punkty   | Pkt |
| Lp. | Drużyna                          | M  | W     | P     | +      | -      | +/-    | Stosunek | Pkt |
| --- | -------------------------------- | -- | ----- | ----- | ------ | ------ | ------ | -------- | --- |
| 1.  | Stelmet BC Zielona Góra          | 32 | 28    | 4     | 2656   | 2179   | +477   | 1,2189   | 60  |
| 2.  | Rosa Radom                       | 32 | 24    | 7     | 2439   | 2226   | +213   | 1,0957   | 57  |
| 3.  | Anwil Włocławek                  | 32 | 24    | 8     | 2509   | 2221   | +288   | 1,1297   | 56  |
| 4.  | Polski Cukier Toruń              | 32 | 24    | 8     | 2514   | 2280   | +234   | 1,1026   | 56  |
| 5.  | Energa Czarni Słupsk             | 32 | 23    | 9     | 2575   | 2341   | +234   | 1,1000   | 55  |
| 6.  | King Wilki Morskie Szczecin      | 32 | 18    | 14    | 2596   | 2529   | +67    | 1,0265   | 50  |
| 7.  | Polfarmex Kutno                  | 32 | 18    | 14    | 2272   | 2225   | +47    | 1,0211   | 50  |
| 8.  | Asseco Gdynia                    | 32 | 17    | 15    | 2309   | 2383   | -74    | 0,9689   | 49  |
| 9.  | PGE Turów Zgorzelec              | 32 | 16    | 16    | 2674   | 2631   | +43    | 1,0163   | 48  |
| 10. | MKS Dąbrowa Górnicza             | 32 | 14    | 18    | 2382   | 2400   | -18    | 0,9758   | 46  |
| 11. | Polpharma Starogard Gdański      | 32 | 13    | 19    | 2342   | 2400   | -58    | 0,9758   | 45  |
| 12. | AZS Koszalin                     | 32 | 13    | 19    | 2284   | 2436   | -152   | 0,9376   | 45  |
| 13. | BM SLAM Stal Ostrów Wielkopolski | 32 | 12    | 20    | 2297   | 2434   | -137   | 0,9437   | 44  |
| 14. | WKS Śląsk Wrocław                | 32 | 8     | 24    | 2285   | 2511   | -226   | 0,9100   | 40  |
| 15. | Trefl Sopot                      | 32 | 8     | 24    | 2167   | 2332   | -165   | 0,9292   | 40  |
| 16. | Siarka Tarnobrzeg                | 32 | 7     | 25    | 2253   | 2557   | -304   | 0,8811   | 39  |
| 17. | Start Lublin                     | 32 | 4     | 28    | 2154   | 2623   | -469   | 0,8212   | 36  |

#### Wyniki
| Gospodarz/Gość                   | WLO   | GDY     | KOS    | OST   | SLU    | SZC   | DGR   | ZGO    | KUT   | STG   | TOR   | RAD   | TAR    | LUB    | ZGR   | SOP    | WRO   |
| -------------------------------- | ----- | ------- | ------ | ----- | ------ | ----- | ----- | ------ | ----- | ----- | ----- | ----- | ------ | ------ | ----- | ------ | ----- |
| Anwil Włocławek                  |       | 82:76   | 72:52  | 70:60 | 91:83  | 94:63 | 68:57 | 87:84  | 84:58 | 84:69 | 82:67 | 92:89 | 86:81  | 93:67  | 65:62 | 76:60  | 82:74 |
| Asseco Gdynia                    | 66:86 |         | 71:63  | 89:68 | 66:86  | 71:65 | 62:65 | 77:75  | 71:62 | 79:70 | 69:73 | 61:64 | 72:54  | 83:52  | 55:71 | 66:64  | 79:89 |
| AZS Koszalin                     | 75:68 | 83:65   |        | 67:65 | 75:89  | 93:86 | 87:75 | 57:78  | 78:86 | 56:82 | 58:67 | 79:85 | 87:78  | 84:76  | 62:78 | 75:74  | 64:59 |
| BM SLAM Stal Ostrów Wielkopolski | 61:85 | 72:81   | 77:79  |       | 80:73  | 72:87 | 87:68 | 95:92  | 79:75 | 75:67 | 64:75 | 69:62 | 71:67  | 85:79  | 58:70 | 70:64  | 87:82 |
| Energa Czarni Słupsk             | 77:71 | 101:58  | 81:62  | 83:77 |        | 93:81 | 65:72 | 93:71  | 87:84 | 83:69 | 78:71 | 70:62 | 91:54  | 94:60  | 41:70 | 80:66  | 89:71 |
| King Wilki Morskie Szczecin      | 54:69 | 100:106 | 101:73 | 82:65 | 81:93  |       | 71:69 | 94:93  | 69:64 | 83:73 | 90:89 | 98:84 | 70:75  | 121:70 | 67:74 | 84:81  | 89:64 |
| MKS Dąbrowa Górnicza             | 85:75 | 72:78   | 73:53  | 66:73 | 89:76  | 73:82 |       | 85:92  | 76:86 | 74:57 | 94:96 | 73:82 | 75:51  | 71:49  | 80:86 | 76:67  | 76:61 |
| PGE Turów Zgorzelec              | 75:94 | 91:83   | 85:78  | 90:79 | 83:81  | 84:86 | 96:85 |        | 68:70 | 74:75 | 82:85 | 78:92 | 108:85 | 76:66  | 92:95 | 92:90  | 99:84 |
| Polfarmex Kutno                  | 54:58 | 75:44   | 74:70  | 74:68 | 77:69  | 72:70 | 57:51 | 84:69  |       | 92:82 | 67:74 | 62:64 | 77:60  | 67:58  | 50:81 | 74:62  | 71:60 |
| Polpharma Starogard Gdański      | 62:79 | 76:46   | 81:72  | 80:79 | 81:101 | 90:68 | 78:65 | 74:81  | 81:94 |       | 74:73 | 54:65 | 81:79  | 75:73  | 71:78 | 92:80  | 78:63 |
| Polski Cukier Toruń              | 70:68 | 79:83   | 84:77  | 78:69 | 84:60  | 76:74 | 84:69 | 86:70  | 72:71 | 76:55 |       | 62:76 | 84:77  | 88:63  | 83:80 | 82:69  | 77:68 |
| Rosa Radom                       | 68:54 | 87:80   | 63:75  | 77:65 | 79:60  | 75:65 | 91:67 | 81:71  | 79:71 | 72:66 | 64:55 |       | 75:55  | 94:47  | 88:86 | 73:64  | 75:79 |
| Siarka Tarnobrzeg                | 84:83 | 78:80   | 73:81  | 72:70 | 71:83  | 69:81 | 87:93 | 80:94  | 58:63 | 74:69 | 59:84 | 73:86 |        | 85:73  | 54:64 | 92:81  | 75:74 |
| Start Lublin                     | 62:97 | 69:80   | 60:73  | 59:61 | 72:91  | 72:82 | 74:75 | 78:101 | 75:81 | 77:68 | 63:96 | 73:76 | 70:59  |        | 82:78 | 69:70  | 72:79 |
| Stelmet BC Zielona Góra          | 91:64 | 100:57  | 81:56  | 84:63 | 91:68  | 98:92 | 93:77 | 83:64  | 81:68 | 86:80 | 83:78 | 88:64 | 101:78 | 100:53 |       | 102:79 | 83:78 |
| Trefl Sopot                      | 66:64 | 51:73   | 65:62  | 78:60 | 49:61  | 73:75 | 65:67 | 77:81  | 61:48 | 66:60 | 55:84 | 61:67 | 72:53  | 72:66  | 45:62 |        | 64:65 |
| WKS Śląsk Wrocław                | 69:86 | 60:82   | 84:78  | 79:73 | 73:85  | 82:85 | 71:89 | 72:85  | 56:64 | 53:72 | 69:82 | 73:80 | 78:63  | 68:75  | 67:76 | 81:76  |       |

Stan po zakończeniu fazy zasadniczej. Źródło:

#### Nagrody
Nagrody przyznane zostały po głosowaniu trenerów wszystkich klubów występujących w lidze.
- Najbardziej wartościowy zawodnik sezonu: Mateusz Ponitka[9]
- Najlepsza piątka sezonu: Danny Gibson, David Jelínek, Mateusz Ponitka, Maksym Kornijenko, Dejan Borovnjak[10]
- Najlepszy zawodnik w obronie:  Michał Sokołowski[10]
- Najlepszy polski zawodnik: Mateusz Ponitka[11]
- Najlepszy trener: Sašo Filipovski[11]

### Runda play-off
|  |             |                             |             |                      |   |          |                         |          |  |  |       |       |       |
|  | Ćwierćfinał | Ćwierćfinał                 | Ćwierćfinał |                      |   | Półfinał | Półfinał                | Półfinał |  |  | Finał | Finał | Finał |
|  | Ćwierćfinał | Ćwierćfinał                 | Ćwierćfinał |                      |   | Półfinał | Półfinał                | Półfinał |  |  | Finał | Finał | Finał |
|  |             |                             |             |                      |   |          |                         |          |  |  |       |       |       |
|  |             |                             |             |                      |   |          |                         |          |  |  |       |       |       |
|  | 1           | Stelmet BC Zielona Góra     | 3           |                      |   |          |                         |          |  |  |       |       |       |
|  | 1           | Stelmet BC Zielona Góra     | 3           |                      |   |          |                         |          |  |  |       |       |       |
|  | 8           | Asseco Gdynia               | 0           |                      |   |          |                         |          |  |  |       |       |       |
|  | 8           | Asseco Gdynia               | 0           |                      |   | 1        | Stelmet BC Zielona Góra | 3        |  |  |       |       |       |
|  |             |                             |             |                      |   | 1        | Stelmet BC Zielona Góra | 3        |  |  |       |       |       |
|  |             |                             | 5           | Energa Czarni Słupsk | 0 |          |                         |          |  |  |       |       |       |
|  | 4           | Polski Cukier Toruń         | 5           | Energa Czarni Słupsk | 0 | 1        |                         |          |  |  |       |       |       |
|  | 4           | Polski Cukier Toruń         |             |                      |   |          |                         |          |  |  |       |       |       |
|  | 5           | Energa Czarni Słupsk        | 3           |                      |   |          |                         |          |  |  |       |       |       |
|  | 5           | Energa Czarni Słupsk        | 3           |                      |   | 1        | Stelmet BC Zielona Góra | 4        |  |  |       |       |       |
|  |             |                             |             |                      |   |          |                         |          |  |  |       |       |       |
|  |             |                             | 2           | Rosa Radom           | 0 |          |                         |          |  |  |       |       |       |
|  | 2           | Rosa Radom                  | 2           | Rosa Radom           | 0 | 3        |                         |          |  |  |       |       |       |
|  | 2           | Rosa Radom                  |             |                      |   |          |                         |          |  |  |       |       |       |
|  | 7           | Polfarmex Kutno             | 0           |                      |   |          |                         |          |  |  |       |       |       |
|  | 7           | Polfarmex Kutno             | 0           |                      |   | 2        | Rosa Radom              | 3        |  |  |       |       |       |
|  |             |                             |             |                      |   | 2        | Rosa Radom              | 3        |  |  |       |       |       |
|  |             |                             | 3           | Anwil Włocławek      | 1 |          |                         |          |  |  |       |       |       |
|  | 3           | Anwil Włocławek             | 3           | Anwil Włocławek      | 1 | 3        |                         |          |  |  |       |       |       |
|  | 3           | Anwil Włocławek             |             |                      |   |          |                         |          |  |  |       |       |       |
|  | 6           | King Wilki Morskie Szczecin | 1           |                      |   |          |                         |          |  |  |       |       |       |
|  | 6           | King Wilki Morskie Szczecin | 1           |                      |   |          |                         |          |  |  |       |       |       |

o 3. miejsce
|  |              |                      |   |
|  | O 3. miejsce |                      |   |
|  |              |                      |   |
|  |              |                      |   |
|  |              |                      |   |
|  | 3            | Anwil Włocławek      | 0 |
|  | 3            | Anwil Włocławek      | 0 |
|  | 5            | Energa Czarni Słupsk | 2 |
|  | 5            | Energa Czarni Słupsk | 2 |
|  |              |                      |   |

#### Ćwierćfinały
| 28 kwietnia 2016 18:30 | Raport | Stelmet BC Zielona Góra 91 – 57 Asseco Gdynia                     | Stelmet BC Zielona Góra 91 – 57 Asseco Gdynia | Stelmet BC Zielona Góra 91 – 57 Asseco Gdynia      |  | Hala MOSiR, Zielona Góra Widownia: 2529 Sędziowie: Marek Maliszewski, Marcin Bieńkowski, Michał Sosin |
| 28 kwietnia 2016 18:30 | Raport | Rezultaty w kwartach: 14-16, 23-10, 30-14, 24-17                  |                                               |                                                    |  | Hala MOSiR, Zielona Góra Widownia: 2529 Sędziowie: Marek Maliszewski, Marcin Bieńkowski, Michał Sosin |
| 28 kwietnia 2016 18:30 | Raport | Pkt: Gruszecki 16 Zb: Đurišić, Mat. Ponitka po 8 każdy As: Bost 4 |                                               | Pkt: Hickey 12 Zb: Kaplanović 6 As: Żołnierewicz 5 |  | Hala MOSiR, Zielona Góra Widownia: 2529 Sędziowie: Marek Maliszewski, Marcin Bieńkowski, Michał Sosin |

| 30 kwietnia 2016 17:30 | Raport | Stelmet BC Zielona Góra 81 – 53 Asseco Gdynia                      | Stelmet BC Zielona Góra 81 – 53 Asseco Gdynia | Stelmet BC Zielona Góra 81 – 53 Asseco Gdynia                                           |  | Hala MOSiR, Zielona Góra Widownia: 2549 Sędziowie: Grzegorz Ziemblicki, Dariusz Szczerba, Arnauld Kom Njilo |
| 30 kwietnia 2016 17:30 | Raport | Rezultaty w kwartach: 24-12, 18-8, 18-16, 21-17                    |                                               |                                                                                         |  | Hala MOSiR, Zielona Góra Widownia: 2549 Sędziowie: Grzegorz Ziemblicki, Dariusz Szczerba, Arnauld Kom Njilo |
| 30 kwietnia 2016 17:30 | Raport | Pkt: Moldoveanu, Zamojski po 10 każdy Zb: Đurišić 6 As: Koszarek 7 |                                               | Pkt: Hickey 11 Zb: Frąckiewicz, Parzeński po 5 każdy As: Konopatzki, Matczak po 3 każdy |  | Hala MOSiR, Zielona Góra Widownia: 2549 Sędziowie: Grzegorz Ziemblicki, Dariusz Szczerba, Arnauld Kom Njilo |

| 3 maja 2016 18:00 | Raport | Asseco Gdynia 55 – 92 Stelmet BC Zielona Góra                                                               | Asseco Gdynia 55 – 92 Stelmet BC Zielona Góra | Asseco Gdynia 55 – 92 Stelmet BC Zielona Góra   |  | Gdynia Arena, Gdynia Widownia: 1250 Sędziowie: Dariusz Zapolski, Adam Wierzman, Jakub Pietrzak |
| 3 maja 2016 18:00 | Raport | Rezultaty w kwartach: 18-19, 9-21, 11-27, 17-25                                                             |                                               |                                                 |  | Gdynia Arena, Gdynia Widownia: 1250 Sędziowie: Dariusz Zapolski, Adam Wierzman, Jakub Pietrzak |
| 3 maja 2016 18:00 | Raport | Pkt: Żołnierewicz, Hickey po 14 każdy Zb: trzech zawodników po 4 każdy As: Matczak, Żołnierewicz po 3 każdy |                                               | Pkt: Zamojski 14 Zb: Đurišić 12 As: Gruszecki 5 |  | Gdynia Arena, Gdynia Widownia: 1250 Sędziowie: Dariusz Zapolski, Adam Wierzman, Jakub Pietrzak |
| 3 maja 2016 18:00 | Raport | Stelmet BC Zielona Góra wygrywa serię 3-0                                                                   |                                               |                                                 |  | Gdynia Arena, Gdynia Widownia: 1250 Sędziowie: Dariusz Zapolski, Adam Wierzman, Jakub Pietrzak |

| 28 kwietnia 2016 20:00 | Raport | Polski Cukier Toruń 87 – 90 Energa Czarni Słupsk | Polski Cukier Toruń 87 – 90 Energa Czarni Słupsk | Polski Cukier Toruń 87 – 90 Energa Czarni Słupsk |  | Arena Toruń, Toruń Widownia: 1992 Sędziowie: Tomasz Trawicki, Michał Proc, Mariusz Nawrocki | Polsat Sport News |
| 28 kwietnia 2016 20:00 | Raport | Rezultaty w kwartach: 21-28, 22-22, 29-19, 15-21 |                                                  |                                                  |  | Arena Toruń, Toruń Widownia: 1992 Sędziowie: Tomasz Trawicki, Michał Proc, Mariusz Nawrocki | Polsat Sport News |
| 28 kwietnia 2016 20:00 | Raport | Pkt: Cummings 18 Zb: Denison 7 As: Gibson 6      |                                                  | Pkt: Blassingame 24 Zb: Surmacz 10 As: Harper 7  |  | Arena Toruń, Toruń Widownia: 1992 Sędziowie: Tomasz Trawicki, Michał Proc, Mariusz Nawrocki | Polsat Sport News |

| 30 kwietnia 2016 19:00 | Raport | Polski Cukier Toruń 86 – 71 Energa Czarni Słupsk                | Polski Cukier Toruń 86 – 71 Energa Czarni Słupsk | Polski Cukier Toruń 86 – 71 Energa Czarni Słupsk |  | Arena Toruń, Toruń Widownia: 1920 Sędziowie: Marek Ćmikiewicz, Robert Mordal, Damian Ottenburger |
| 30 kwietnia 2016 19:00 | Raport | Rezultaty w kwartach: 21-23, 23-22, 29-16, 13-10                |                                                  |                                                  |  | Arena Toruń, Toruń Widownia: 1920 Sędziowie: Marek Ćmikiewicz, Robert Mordal, Damian Ottenburger |
| 30 kwietnia 2016 19:00 | Raport | Pkt: Gibson 23 Zb: Sulima, Wiśniewski po 8 każdy As: Cummings 4 |                                                  | Pkt: Jackson 15 Zb: Jackson 7 As: Blassingame 6  |  | Arena Toruń, Toruń Widownia: 1920 Sędziowie: Marek Ćmikiewicz, Robert Mordal, Damian Ottenburger |

| 3 maja 2016 20:00 | Raport | Energa Czarni Słupsk 84 – 71 Polski Cukier Toruń | Energa Czarni Słupsk 84 – 71 Polski Cukier Toruń | Energa Czarni Słupsk 84 – 71 Polski Cukier Toruń |  | Hala Gryfia, Słupsk Widownia: 2172 Sędziowie: Janusz Calik, Wojciech Liszka, Bartosz Puzoń | Polsat Sport News |
| 3 maja 2016 20:00 | Raport | Rezultaty w kwartach: 24-23, 20-11, 27-18, 13-19 |                                                  |                                                  |  | Hala Gryfia, Słupsk Widownia: 2172 Sędziowie: Janusz Calik, Wojciech Liszka, Bartosz Puzoń | Polsat Sport News |
| 3 maja 2016 20:00 | Raport | Pkt: Harper 19 Zb: Mbodj 7 As: Blassingame 9     |                                                  | Pkt: Gibson 15 Zb: Kornijenko 10 As: Śnieg 4     |  | Hala Gryfia, Słupsk Widownia: 2172 Sędziowie: Janusz Calik, Wojciech Liszka, Bartosz Puzoń | Polsat Sport News |

| 5 maja 2016 20:00 | Raport | Energa Czarni Słupsk 94 – 83 Polski Cukier Toruń     | Energa Czarni Słupsk 94 – 83 Polski Cukier Toruń | Energa Czarni Słupsk 94 – 83 Polski Cukier Toruń |  | Hala Gryfia, Słupsk Widownia: 2193 Sędziowie: Piotr Pastusiak, Dariusz Lenczowski, Tomasz Trojanowski | Polsat Sport News |
| 5 maja 2016 20:00 | Raport | Rezultaty w kwartach: 22-19, 18-21, 23-24, 31-19     |                                                  |                                                  |  | Hala Gryfia, Słupsk Widownia: 2193 Sędziowie: Piotr Pastusiak, Dariusz Lenczowski, Tomasz Trojanowski | Polsat Sport News |
| 5 maja 2016 20:00 | Raport | Pkt: Blassingame 19 Zb: Jackson 7 As: Blassingame 11 |                                                  | Pkt: Gibson 24 Zb: Kornijenko 11 As: Gibson 11   |  | Hala Gryfia, Słupsk Widownia: 2193 Sędziowie: Piotr Pastusiak, Dariusz Lenczowski, Tomasz Trojanowski | Polsat Sport News |
| 5 maja 2016 20:00 | Raport | Energa Czarni Słupsk wygrywają serię 3-1             |                                                  |                                                  |  | Hala Gryfia, Słupsk Widownia: 2193 Sędziowie: Piotr Pastusiak, Dariusz Lenczowski, Tomasz Trojanowski | Polsat Sport News |

| 29 kwietnia 2016 18:00 | Raport | Anwil Włocławek 78 – 54 King Wilki Morskie Szczecin | Anwil Włocławek 78 – 54 King Wilki Morskie Szczecin | Anwil Włocławek 78 – 54 King Wilki Morskie Szczecin |  | Hala Mistrzów, Włocławek Widownia: 3057 Sędziowie: Dariusz Zapolski, Robert Mordal, Tomasz Tomaszewski |
| 29 kwietnia 2016 18:00 | Raport | Rezultaty w kwartach: 20-11, 19-20, 22-3, 17-20     |                                                     |                                                     |  | Hala Mistrzów, Włocławek Widownia: 3057 Sędziowie: Dariusz Zapolski, Robert Mordal, Tomasz Tomaszewski |
| 29 kwietnia 2016 18:00 | Raport | Pkt: Diduszko 17 Zb: Bristol 8 As: Łączyński 8      |                                                     | Pkt: Robinson 12 Zb: Aiken 9 As: Brown 4            |  | Hala Mistrzów, Włocławek Widownia: 3057 Sędziowie: Dariusz Zapolski, Robert Mordal, Tomasz Tomaszewski |

| 1 maja 2016 17:50 | Raport | Anwil Włocławek 68 – 50 King Wilki Morskie Szczecin | Anwil Włocławek 68 – 50 King Wilki Morskie Szczecin | Anwil Włocławek 68 – 50 King Wilki Morskie Szczecin      |  | Hala Mistrzów, Włocławek Widownia: 3309 Sędziowie: Marek Ćmikiewicz, Marek Maliszewski, Marcin Koralewski | Polsat Sport News |
| 1 maja 2016 17:50 | Raport | Rezultaty w kwartach: 18-9, 15-8, 15-12, 20-21      |                                                     |                                                          |  | Hala Mistrzów, Włocławek Widownia: 3309 Sędziowie: Marek Ćmikiewicz, Marek Maliszewski, Marcin Koralewski | Polsat Sport News |
| 1 maja 2016 17:50 | Raport | Pkt: Anđušić 15 Zb: Stelmach 7 As: Łączyński 5      |                                                     | Pkt: Gaines 13 Zb: Nowakowski 7 As: Brown, Leończyk po 2 |  | Hala Mistrzów, Włocławek Widownia: 3309 Sędziowie: Marek Ćmikiewicz, Marek Maliszewski, Marcin Koralewski | Polsat Sport News |

| 4 maja 2016 18:00 | Raport | King Wilki Morskie Szczecin 93 – 88 Anwil Włocławek                 | King Wilki Morskie Szczecin 93 – 88 Anwil Włocławek | King Wilki Morskie Szczecin 93 – 88 Anwil Włocławek            |  | Arena Szczecin, Szczecin Widownia: 1150 Sędziowie: Marcin Kowalski, Sławomir Moszakowski, Łukasz Jankowski |
| 4 maja 2016 18:00 | Raport | Rezultaty w kwartach: 16-23, 30-22, 26-25, 21-18                    |                                                     |                                                                |  | Arena Szczecin, Szczecin Widownia: 1150 Sędziowie: Marcin Kowalski, Sławomir Moszakowski, Łukasz Jankowski |
| 4 maja 2016 18:00 | Raport | Pkt: Kikowski 20 Zb: Nowakowski, Robinson po 5 każdy As: Robinson 9 |                                                     | Pkt: Jelínek 23 Zb: Jelínek 8 As: trzech zawodników po 4 każdy |  | Arena Szczecin, Szczecin Widownia: 1150 Sędziowie: Marcin Kowalski, Sławomir Moszakowski, Łukasz Jankowski |

| 6 maja 2016 20:00 | Raport | King Wilki Morskie Szczecin 75 – 83 Anwil Włocławek            | King Wilki Morskie Szczecin 75 – 83 Anwil Włocławek | King Wilki Morskie Szczecin 75 – 83 Anwil Włocławek | OT | Arena Szczecin, Szczecin Widownia: 1720 Sędziowie: Michał Proc, Damian Ottenburger, Mariusz Nawrocki | Polsat Sport News |
| 6 maja 2016 20:00 | Raport | Rezultaty w kwartach: 19-11, 23-24, 14-13, 10-18 OT: 9-17      |                                                     |                                                     | OT | Arena Szczecin, Szczecin Widownia: 1720 Sędziowie: Michał Proc, Damian Ottenburger, Mariusz Nawrocki | Polsat Sport News |
| 6 maja 2016 20:00 | Raport | Pkt: Robinson 15 Zb: Gaines 8 As: pięciu zawodników po 4 każdy |                                                     | Pkt: Anđušić 28 Zb: Jelínek 8 As: Łączyński 6       | OT | Arena Szczecin, Szczecin Widownia: 1720 Sędziowie: Michał Proc, Damian Ottenburger, Mariusz Nawrocki | Polsat Sport News |
| 6 maja 2016 20:00 | Raport | Anwil Włocławek wygrywa serię 3-1                              |                                                     |                                                     | OT | Arena Szczecin, Szczecin Widownia: 1720 Sędziowie: Michał Proc, Damian Ottenburger, Mariusz Nawrocki | Polsat Sport News |

| 29 kwietnia 2016 20:00 | Raport | Rosa Radom 76 – 66 Polfarmex Kutno               | Rosa Radom 76 – 66 Polfarmex Kutno | Rosa Radom 76 – 66 Polfarmex Kutno                            |  | Hala sportowa MOSiR, Radom Widownia: 824 Sędziowie: Marcin Kowalski, Grzegorz Czajka, Jan Piróg |
| 29 kwietnia 2016 20:00 | Raport | Rezultaty w kwartach: 15-13, 17-17, 29-21, 15-15 |                                    |                                                               |  | Hala sportowa MOSiR, Radom Widownia: 824 Sędziowie: Marcin Kowalski, Grzegorz Czajka, Jan Piróg |
| 29 kwietnia 2016 20:00 | Raport | Pkt: Witka 19 Zb: Thomas 9 As: Thomas 6          |                                    | Pkt: Parker 15 Zb: Fraser 8 As: Grochowski, Parker po 6 każdy |  | Hala sportowa MOSiR, Radom Widownia: 824 Sędziowie: Marcin Kowalski, Grzegorz Czajka, Jan Piróg |

| 1 maja 2016 20:00 | Raport | Rosa Radom 63 – 56 Polfarmex Kutno               | Rosa Radom 63 – 56 Polfarmex Kutno | Rosa Radom 63 – 56 Polfarmex Kutno                                     |  | Hala sportowa MOSiR, Radom Widownia: 837 Sędziowie: Piotr Pastusiak, Dariusz Lenczowski, Karol Nowak |
| 1 maja 2016 20:00 | Raport | Rezultaty w kwartach: 17-12, 17-15, 11-17, 18-12 |                                    |                                                                        |  | Hala sportowa MOSiR, Radom Widownia: 837 Sędziowie: Piotr Pastusiak, Dariusz Lenczowski, Karol Nowak |
| 1 maja 2016 20:00 | Raport | Pkt: Harris 22 Zb: Adams 6 As: Thomas 4          |                                    | Pkt: Gabiński, Parker po 16 każdy Zb: Fraser 14 As: Wołoszyn, Parker 4 |  | Hala sportowa MOSiR, Radom Widownia: 837 Sędziowie: Piotr Pastusiak, Dariusz Lenczowski, Karol Nowak |

| 4 maja 2016 20:00 | Raport | Polfarmex Kutno 68 – 73 Rosa Radom                              | Polfarmex Kutno 68 – 73 Rosa Radom | Polfarmex Kutno 68 – 73 Rosa Radom            |  | Hala Sportowa SP nr 9, Kutno Widownia: 1199 Sędziowie: Tomasz Trawicki, Łukasz Andrzejewski, Tomasz Trybalski | Polsat Sport News |
| 4 maja 2016 20:00 | Raport | Rezultaty w kwartach: 15-17, 15-12, 13-25, 25-19                |                                    |                                               |  | Hala Sportowa SP nr 9, Kutno Widownia: 1199 Sędziowie: Tomasz Trawicki, Łukasz Andrzejewski, Tomasz Trybalski | Polsat Sport News |
| 4 maja 2016 20:00 | Raport | Pkt: Parker 18 Zb: Gabiński, Fraser po 8 każdy As: Grochowski 8 |                                    | Pkt: Sokołowski 18 Zb: Thomas 10 As: Thomas 4 |  | Hala Sportowa SP nr 9, Kutno Widownia: 1199 Sędziowie: Tomasz Trawicki, Łukasz Andrzejewski, Tomasz Trybalski | Polsat Sport News |
| 4 maja 2016 20:00 | Raport | Rosa Radom wygrywa serię 3-0                                    |                                    |                                               |  | Hala Sportowa SP nr 9, Kutno Widownia: 1199 Sędziowie: Tomasz Trawicki, Łukasz Andrzejewski, Tomasz Trybalski | Polsat Sport News |

#### Półfinały
| 12 maja 2016 20:00 | Raport | Rosa Radom 58 – 64 Anwil Włocławek                                | Rosa Radom 58 – 64 Anwil Włocławek | Rosa Radom 58 – 64 Anwil Włocławek                                                          |  | Hala sportowa MOSiR, Radom Sędziowie: Marek Ćmikiewicz, Marek Maliszewski, Jan Piróg | Polsat Sport News |
| 12 maja 2016 20:00 | Raport | Rezultaty w kwartach: 13-15, 12-14, 21-20, 12-15                  |                                    |                                                                                             |  | Hala sportowa MOSiR, Radom Sędziowie: Marek Ćmikiewicz, Marek Maliszewski, Jan Piróg | Polsat Sport News |
| 12 maja 2016 20:00 | Raport | Pkt: Sokołowski 16 Zb: Thomas 7 As: Sokołowski, Thomas po 5 każdy |                                    | Pkt: Dmitrijew, Skibniewski po 15 każdy Zb: Bristol 7 As: Łączyński, Skibniewski po 3 każdy |  | Hala sportowa MOSiR, Radom Sędziowie: Marek Ćmikiewicz, Marek Maliszewski, Jan Piróg | Polsat Sport News |

| 14 maja 2016 20:00 | Raport | Rosa Radom 82 – 65 Anwil Włocławek                     | Rosa Radom 82 – 65 Anwil Włocławek | Rosa Radom 82 – 65 Anwil Włocławek                |  | Hala sportowa MOSiR, Radom Sędziowie: Janusz Calik, Wojciech Liszka, Tomasz Trybalski | Polsat Sport News |
| 14 maja 2016 20:00 | Raport | Rezultaty w kwartach: 18-16, 17-18, 15-14, 32-17       |                                    |                                                   |  | Hala sportowa MOSiR, Radom Sędziowie: Janusz Calik, Wojciech Liszka, Tomasz Trybalski | Polsat Sport News |
| 14 maja 2016 20:00 | Raport | Pkt: Sokołowski 20 Zb: Szymkiewicz 6 As: Szymkiewicz 5 |                                    | Pkt: Dmitrijew 17 Zb: Tomaszek 12 As: Łączyński 4 |  | Hala sportowa MOSiR, Radom Sędziowie: Janusz Calik, Wojciech Liszka, Tomasz Trybalski | Polsat Sport News |

| 17 maja 2016 20:00 | Raport | Anwil Włocławek 56 – 71 Rosa Radom                                                       | Anwil Włocławek 56 – 71 Rosa Radom | Anwil Włocławek 56 – 71 Rosa Radom               |  | Hala Mistrzów, Włocławek Sędziowie: Tomasz Trawicki, Dariusz Zapolski, Bartosz Puzoń | Polsat Sport News |
| 17 maja 2016 20:00 | Raport | Rezultaty w kwartach: 8-23, 18-17, 12-22, 18-9                                           |                                    |                                                  |  | Hala Mistrzów, Włocławek Sędziowie: Tomasz Trawicki, Dariusz Zapolski, Bartosz Puzoń | Polsat Sport News |
| 17 maja 2016 20:00 | Raport | Pkt: Jelínek 14 Zb: Stelmach, Tomaszek po 11 każdy As: Skibniewski, Łączyński po 3 każdy |                                    | Pkt: Sokołowski 26 Zb: Sokołowski 8 As: Thomas 5 |  | Hala Mistrzów, Włocławek Sędziowie: Tomasz Trawicki, Dariusz Zapolski, Bartosz Puzoń | Polsat Sport News |

| 19 maja 2016 17:50 | Raport | Anwil Włocławek 61 – 75 Rosa Radom               | Anwil Włocławek 61 – 75 Rosa Radom | Anwil Włocławek 61 – 75 Rosa Radom           |  | Hala Mistrzów, Włocławek Sędziowie: Piotr Pastusiak, Wojciech Liszka, Jakub Pietrzak | Polsat Sport News |
| 19 maja 2016 17:50 | Raport | Rezultaty w kwartach: 17-25, 14-14, 14-11, 16-25 |                                    |                                              |  | Hala Mistrzów, Włocławek Sędziowie: Piotr Pastusiak, Wojciech Liszka, Jakub Pietrzak | Polsat Sport News |
| 19 maja 2016 17:50 | Raport | Pkt: Jelínek 16 Zb: Tomaszek 10 As: Łączyński 5  |                                    | Pkt: Sokołowski 17 Zb: Thomas 8 As: Thomas 7 |  | Hala Mistrzów, Włocławek Sędziowie: Piotr Pastusiak, Wojciech Liszka, Jakub Pietrzak | Polsat Sport News |
| 19 maja 2016 17:50 | Raport | Rosa Radom wygrywa serię 3-1                     |                                    |                                              |  | Hala Mistrzów, Włocławek Sędziowie: Piotr Pastusiak, Wojciech Liszka, Jakub Pietrzak | Polsat Sport News |

| 13 maja 2016 20:00 | Raport | Stelmet BC Zielona Góra 93 – 73 Energa Czarni Słupsk | Stelmet BC Zielona Góra 93 – 73 Energa Czarni Słupsk | Stelmet BC Zielona Góra 93 – 73 Energa Czarni Słupsk                |  | Hala MOSiR, Zielona Góra Sędziowie: Marcin Kowalski, Sławomir Moszakowski, Michał Chrakowiecki | Polsat Sport News |
| 13 maja 2016 20:00 | Raport | Rezultaty w kwartach: 26-22, 26-20, 13-19, 28-12     |                                                      |                                                                     |  | Hala MOSiR, Zielona Góra Sędziowie: Marcin Kowalski, Sławomir Moszakowski, Michał Chrakowiecki | Polsat Sport News |
| 13 maja 2016 20:00 | Raport | Pkt: Moldoveanu 20 Zb: Hrycaniuk 7 As: Bost 6        |                                                      | Pkt: Harper 14 Zb: czterech zawodników po 5 każdy As: Blassingame 9 |  | Hala MOSiR, Zielona Góra Sędziowie: Marcin Kowalski, Sławomir Moszakowski, Michał Chrakowiecki | Polsat Sport News |

| 15 maja 2016 20:00 | Raport | Stelmet BC Zielona Góra 87 – 67 Eberga Czarni Słupsk | Stelmet BC Zielona Góra 87 – 67 Eberga Czarni Słupsk | Stelmet BC Zielona Góra 87 – 67 Eberga Czarni Słupsk              |  | Hala MOSiR, Zielona Góra Sędziowie: Marek Ćmikiewicz, Michał Proc, Łukasz Andrzejewski | Polsat Sport News |
| 15 maja 2016 20:00 | Raport | Rezultaty w kwartach: 19-20, 23-15, 26-11, 19-21     |                                                      |                                                                   |  | Hala MOSiR, Zielona Góra Sędziowie: Marek Ćmikiewicz, Michał Proc, Łukasz Andrzejewski | Polsat Sport News |
| 15 maja 2016 20:00 | Raport | Pkt: Mat. Ponitka 14 Zb: Đurišić 10 As: Koszarek 5   |                                                      | Pkt: Seweryn 13 Zb: Jackson 10 As: Blassingame, Harper po 5 każdy |  | Hala MOSiR, Zielona Góra Sędziowie: Marek Ćmikiewicz, Michał Proc, Łukasz Andrzejewski | Polsat Sport News |

| 18 maja 2016 20:00 | Raport | Energa Czarni Słupsk 61 – 77 Stelmet BC Zielona Góra | Energa Czarni Słupsk 61 – 77 Stelmet BC Zielona Góra | Energa Czarni Słupsk 61 – 77 Stelmet BC Zielona Góra |  | Hala Gryfia, Słupsk Sędziowie: Grzegorz Ziemblicki, Marek Maliszewski, Michał Sosin | Polsat Sport News |
| 18 maja 2016 20:00 | Raport | Rezultaty w kwartach: 16-18, 17-22, 9-22, 19-15      |                                                      |                                                      |  | Hala Gryfia, Słupsk Sędziowie: Grzegorz Ziemblicki, Marek Maliszewski, Michał Sosin | Polsat Sport News |
| 18 maja 2016 20:00 | Raport | Pkt: Harper 11 Zb: Jackson 5 As: Blassingame 6       |                                                      | Pkt: Koszarek 14 Zb: Moldoveanu 7 As: Koszarek 5     |  | Hala Gryfia, Słupsk Sędziowie: Grzegorz Ziemblicki, Marek Maliszewski, Michał Sosin | Polsat Sport News |
| 18 maja 2016 20:00 | Raport | Stelmet BC Zielona Góra wygrywa serię 3-0            |                                                      |                                                      |  | Hala Gryfia, Słupsk Sędziowie: Grzegorz Ziemblicki, Marek Maliszewski, Michał Sosin | Polsat Sport News |

#### Mecz o 3. miejsce
| 29 maja 2016 18:00 | Raport | Anwil Włocławek 54 – 59 Energa Czarni Słupsk    | Anwil Włocławek 54 – 59 Energa Czarni Słupsk | Anwil Włocławek 54 – 59 Energa Czarni Słupsk   |  | Hala Mistrzów, Włocławek Sędziowie: Grzegorz Ziemblicki, Marek Maliszewski, Tomasz Tomaszewski |
| 29 maja 2016 18:00 | Raport | Rezultaty w kwartach: 6-14, 12-10, 19-15, 17-20 |                                              |                                                |  | Hala Mistrzów, Włocławek Sędziowie: Grzegorz Ziemblicki, Marek Maliszewski, Tomasz Tomaszewski |
| 29 maja 2016 18:00 | Raport | Pkt: Jelínek 25 Zb: Stelmach 7 As: Łączyński 5  |                                              | Pkt: Mbodj 13 Zb: Jackson 11 As: Blassingame 9 |  | Hala Mistrzów, Włocławek Sędziowie: Grzegorz Ziemblicki, Marek Maliszewski, Tomasz Tomaszewski |

| 1 czerwca 2016 18:15 | Raport | Energa Czarni Słupsk 78 – 62 Anwil Włocławek                       | Energa Czarni Słupsk 78 – 62 Anwil Włocławek | Energa Czarni Słupsk 78 – 62 Anwil Włocławek   |  | Hala Gryfia, Słupsk Sędziowie: Piotr Pastusiak, Wojciech Liszka, Bartosz Puzoń |
| 1 czerwca 2016 18:15 | Raport | Rezultaty w kwartach: 12-23, 18-10, 21-16, 27-13                   |                                              |                                                |  | Hala Gryfia, Słupsk Sędziowie: Piotr Pastusiak, Wojciech Liszka, Bartosz Puzoń |
| 1 czerwca 2016 18:15 | Raport | Pkt: Campbell 15 Zb: Campbell, Harper po 6 każdy As: Blassingame 6 |                                              | Pkt: Jelínek 20 Zb: Jelínek 10 As: Łączyński 6 |  | Hala Gryfia, Słupsk Sędziowie: Piotr Pastusiak, Wojciech Liszka, Bartosz Puzoń |
| 1 czerwca 2016 18:15 | Raport | Energa Czarni Słupsk wygrali serię 2-0                             |                                              |                                                |  | Hala Gryfia, Słupsk Sędziowie: Piotr Pastusiak, Wojciech Liszka, Bartosz Puzoń |

#### Finał
| 26 maja 2016 20:00 | Raport | Stelmet BC Zielona Góra 86 – 80 Rosa Radom                     | Stelmet BC Zielona Góra 86 – 80 Rosa Radom | Stelmet BC Zielona Góra 86 – 80 Rosa Radom                       | 2OT | Hala MOSiR, Zielona Góra Sędziowie: Marek Ćmikiewicz, Tomasz Trawicki, Marek Maliszewski | Polsat Sport News |
| 26 maja 2016 20:00 | Raport | Rezultaty w kwartach: 21-19, 14-11, 17-13, 16-25 OT: 6-6, 12-6 |                                            |                                                                  | 2OT | Hala MOSiR, Zielona Góra Sędziowie: Marek Ćmikiewicz, Tomasz Trawicki, Marek Maliszewski | Polsat Sport News |
| 26 maja 2016 20:00 | Raport | Pkt: Bost 26 Zb: Mat. Ponitka 14 As: Bost 6                    |                                            | Pkt: Sokołowski 23 Zb: Sokołowski, Witka po 7 każdy As: Thomas 9 | 2OT | Hala MOSiR, Zielona Góra Sędziowie: Marek Ćmikiewicz, Tomasz Trawicki, Marek Maliszewski | Polsat Sport News |

| 28 maja 2016 20:00 | Raport | Stelmet BC Zielona Góra 70 – 51 Rosa Radom     | Stelmet BC Zielona Góra 70 – 51 Rosa Radom | Stelmet BC Zielona Góra 70 – 51 Rosa Radom  | OT | Hala MOSiR, Zielona Góra Sędziowie: Piotr Pastusiak, Dariusz Zapolski, Łukasz Andrzejewski | Polsat Sport News |
| 28 maja 2016 20:00 | Raport | Pkt: Bost 15 Zb: Mat. Ponitka 9 As: Koszarek 4 |                                            | Pkt: Sokołowski 13 Zb: Adams 4 As: Thomas 3 | OT | Hala MOSiR, Zielona Góra Sędziowie: Piotr Pastusiak, Dariusz Zapolski, Łukasz Andrzejewski | Polsat Sport News |

| 31 maja 2016 20:00 | Raport | Rosa Radom 53 – 65 Stelmet BC Zielona Góra                    | Rosa Radom 53 – 65 Stelmet BC Zielona Góra | Rosa Radom 53 – 65 Stelmet BC Zielona Góra                                              |  | Hala sportowa MOSiR, Radom Sędziowie: Marek Ćmikiewicz, Tomasz Trawicki, Michał Proc | Polsat Sport News |
| 31 maja 2016 20:00 | Raport | Rezultaty w kwartach: 16-16, 9-16, 20-23, 8-10                |                                            |                                                                                         |  | Hala sportowa MOSiR, Radom Sędziowie: Marek Ćmikiewicz, Tomasz Trawicki, Michał Proc | Polsat Sport News |
| 31 maja 2016 20:00 | Raport | Pkt: Harris 15 Zb: Sokołowski 6 As: Harris, Thomas po 3 każdy |                                            | Pkt: Gruszecki 16 Zb: Gruszecki, Hrycaniuk po 8 każdy As: Bost, Mat. Ponitka po 4 każdy |  | Hala sportowa MOSiR, Radom Sędziowie: Marek Ćmikiewicz, Tomasz Trawicki, Michał Proc | Polsat Sport News |
| 31 maja 2016 20:00 | Raport | Stelmet BC Zielona Góra prowadzi w serii 3-0                  |                                            |                                                                                         |  | Hala sportowa MOSiR, Radom Sędziowie: Marek Ćmikiewicz, Tomasz Trawicki, Michał Proc | Polsat Sport News |

| 2 czerwca 2016 20:00 | Raport | Rosa Radom 53 – 64 Stelmet BC Zielona Góra                          | Rosa Radom 53 – 64 Stelmet BC Zielona Góra | Rosa Radom 53 – 64 Stelmet BC Zielona Góra                                 |  | Hala sportowa MOSiR, Radom Sędziowie: Marcin Kowalski, Janusz Calik, Dariusz Zapolski | Polsat Sport News |
| 2 czerwca 2016 20:00 | Raport | Rezultaty w kwartach: 12-17, 15-13, 11-25, 15-9                     |                                            |                                                                            |  | Hala sportowa MOSiR, Radom Sędziowie: Marcin Kowalski, Janusz Calik, Dariusz Zapolski | Polsat Sport News |
| 2 czerwca 2016 20:00 | Raport | Pkt: Michał Sokołowski 17 Zb: Damian Jeszke 6 As: Torey Thomas 4    |                                            | Pkt: Dee Bost i Nemanja Đurišić po 11 Zb: Mateusz Ponitka 8 As: Dee Bost 6 |  | Hala sportowa MOSiR, Radom Sędziowie: Marcin Kowalski, Janusz Calik, Dariusz Zapolski | Polsat Sport News |
| 2 czerwca 2016 20:00 | Raport | Stelmet BC Zielona Góra wygrał w serii 4:0 i został mistrzem Polski |                                            |                                                                            |  | Hala sportowa MOSiR, Radom Sędziowie: Marcin Kowalski, Janusz Calik, Dariusz Zapolski | Polsat Sport News |

## Klasyfikacja końcowa
| Lp. | Drużyna                          |
| --- | -------------------------------- |
|     | Stelmet BC Zielona Góra          |
|     | Rosa Radom                       |
|     | Energa Czarni Słupsk             |
| 4.  | Anwil Włocławek                  |
| 5.  | Polski Cukier Toruń              |
| 6.  | King Wilki Morskie Szczecin      |
| 7.  | Polfarmex Kutno                  |
| 8.  | Asseco Gdynia                    |
| 9.  | PGE Turów Zgorzelec              |
| 10. | MKS Dąbrowa Górnicza             |
| 11. | Polpharma Starogard Gdański      |
| 12. | AZS Koszalin                     |
| 13. | BM Slam Stal Ostrów Wielkopolski |
| 14. | WKS Śląsk Wrocław                |
| 15. | Trefl Sopot                      |
| 16. | Siarka Tarnobrzeg                |
| 17. | Start Lublin                     |